# 프랭크 윌콕스
프랭크 윌콕스(Frank Wilcox, 1907년 3월 17일~1974년 3월 3일)는 미국의 배우이다.

## 출연 작품
- 백만달러의 오리 (1971년)
- 아윌 테이크 스웨덴 (1965년)
- 미스터 에드 (1961년)
- 머조러티 오브 원 (1961년)
- 제발 데이지는 먹지 마세요 (1960년)
- 굿 데이 포 어 행잉 (1959년)
- 추격 (1959년)
- 고, 자니, 고! (1959년)
- 조로 (1957년)
- 비기닝 오브 더 엔드 (1957년)
- 팔 조이 (1957년)
- 회색 양복을 입은 사나이 (1956년)
- 지구 대 비행접시 (1956년)
- 미트 미 인 라스 베가스 (1956년)
- 십계 (1956년)
- 심판 (1955년)
- 마스터슨 오브 캔사스 (1954년)
- 차이나 벤처 (1953년)
- 화성에서 온 침입자 (1953년)
- 비애 (1952년)
- 데드라인 - U.S.A. (1952년)
- 실버 크리크의 대결 (1952년)
- 스카라무슈 (1952년)
- 지상 최대의 쇼 (1952년)
- 쇼 보트 (1951년)
- 고 포 브로크 (1951년)
- 낸시 리오 가다 (1950년)
- 세가지 비밀 (1950년)
- 이스트 사이드, 웨스트 사이드 (1949년)
- 마천루 (1949년)
- 크레이 피전 (1949년)
- 삼손과 데릴라 (1949년)
- 섬씽 인 더 윈드 (1947년)
- 정복되지 않는 사람들 (1947년)
- 과거로부터 (1947년)
- 위드아웃 레저베이션스 (1946년) - 잭 역
- 크로크 앤 대거 (1946년)
- 인 더 민타임, 다링 (1944년)
- 포 질스 인 어 지프 (1944년)
- 폴로우 더 보이즈 (1944년)
- 노스 스타 (1943년)
- 엣지 오브 다크니스 (1943년)
- 어크로스 더 패시픽 (1942년)
- 네이비 블루스 (1941년)
- 요크 상사 (1941년)
- 버지니아 시티 (1940년)
- 그들은 밤에 달린다 (1940년)
- 시 호크 (1940년)
- 포효하는 20년대 (1939년)

### 텔레비전
- 페리 메이슨 (1957년)
- 비버는 해결사 - TV 시리즈 (1957년)
- 론 레인저 - 49년 시리즈 (1949년)
- 아내는 요술쟁이 (1964년)
- 비버리 힐빌리즈 (1962년)
- 선셋 77번가 (1958년)
- 도나 리드 쇼 (1958년)